# جيمس ستيوارت (عالم إنسان)
جيمس ستيوارت (بالإنجليزية: James Stewart)‏ هو عالم إنسان أسترالي، ولد في 3 يوليو 1913، وتوفي في 6 فبراير 1962.